# Tortequesne
Tortequesne är en kommun i departementet Pas-de-Calais i regionen Hauts-de-France i norra Frankrike. Kommunen ligger i kantonen Vitry-en-Artois som tillhör arrondissementet Arras. År 2022 hade Tortequesne 884 invånare.

## Befolkningsutveckling
Antalet invånare i kommunen Tortequesne
| Referens: INSEE |